# Draba cinerea
Draba cinerea — вид трав'янистих рослин родини капустяні (Brassicaceae), поширений на півночі Північної Америки та Євразії. Етимологія: лат. cinereus — «попелясто-сірий». Draba cinerea є поліморфною навіть після виключення D. arctica, D. arctogena, D. oblongata та інших.

## Опис
Це багаторічні рослини (каудекс простий або розгалужений). Стрижневий корінь присутній. Стебла нерозгалужені, (0.3)0.5–1.6(2.7) дм, запушені. Базальне листя черешкове: пластини від ланцетних до вузько зворотно-яйцеподібних чи лінійно-ланцетних, 0.4–1.5 см × 1–5 мм, поля, як правило, цілі, рідше з 1 зубом на кожній стороні, поверхні щільно запушені. Стеблового листя 0–3(5), сидяче, пластини яйцюваті чи видовжені до ланцетних, поля цільні, поверхні запушені.
Китиці (3)5–17(24)-квіткові, витягнуті у плодах, запушені. Плодоніжки висхідні, прямі, (3)4–7(9) мм, запушені. Квітів на суцвіття (2)5–13(16), малі. Квіти: чашолистки яйцеподібні, 1,7–2,5 мм, запушені; пелюстки білі, від широких на кінці до зворотно-яйцеподібних, 3,5–4,5 × 1,5–2 мм; пиляки яйцюваті, 0,3–0,4 мм. Плоди сухі, зелені в зрілості або фіолетові (відтінений біля країв), від довгастих до еліптичних, трохи сплющені, 5–8 × 2–3 мм. Насіння яйцювате, коричневе, 0,6–0,8 × 0,4–0,6 мм.

## Поширення
Північна Америка: Ґренландія, Канада, Аляска — США; пн.-сх. Азія: Російський Далекий Схід, Сибір; Європа: Фарерські острови, Фінляндія, Норвегія, Північноєвропейська Росія.
Населяє оголення порід, хребти, луки, гравійні пляжі, береги річок.